# Luisa d'Angiò
Luisa d'Angiò Louise in francese (1445 – Carlat, 1475) fu contessa consorte di Pardiac, viscontessa consorte di Carlat, Contessa consorte di la Marche e di Castres, e Duchessa consorte di Nemours dal 1462, alla sua morte.

## Origine
Luisa, secondo Pierre de Guibours, detto Père Anselme de Sainte-Marie o più brevemente Père Anselme, era figlia di Carlo, Conte del Maine e di Guisa e della sua seconda moglie, Isabella di Lussemburgo, figlia di Pietro I, conte di Saint-Pol, di Brienne, di Ligny e di Conversano e della moglie, Margherita del Balzo, figlia di Francesco del Balzo e Sveva Orsini.
Carlo IV d'Angiò era figlio del, duca d'Angiò, conte di Provenza e di Forcalquier, del Maine e re titolare di Napoli, Luigi II d'Angiò e della moglie, Iolanda di Aragona, figlia del re Re di Aragona, di Valencia, di Sardegna e di Maiorca, re titolare di Corsica, Conte di Barcellona e delle contee catalane, Giovanni I e della sua seconda moglie, Iolanda di Bar.

## Biografia
Il matrimonio di Luisa e Giacomo d'Armagnac era stato organizzato dal re di Francia, Luigi XI, come si apprende da un documento del figlio di Luigi XI, il re di Francia Carlo VIII.
Ll contratto di matrimonio di Luisa e Giacomo era stato fatto a Poitiers il 12 giugno 1462; Luisa, in quello stesso anno, aveva sposato, il conte di Pardiac, visconte di Carlat, Conte di la Marche e di Castres e duca di Nemours, Giacomo d'Armagnac, che, secondo Père Anselme, era il figlio maschio primogenito del conte di Pardiac, visconte di Carlat, Conte di la Marche e di Castres, ed infine duca di Nemours, Bernardo d'Armagnac e della moglie, la Contessa di la Marche e di Castres, ed infine Duchessa di Nemours, Eleonora di Borbone-La Marche, che, secondo Père Anselme, era figlia del Conte di la Marche, Giacomo II di Borbone-La Marche, che fu anche re d'Ungheria, re di Gerusalemme, re di Sicilia e di Beatrice, principessa di Navarra, che era la figlia quartogenita del re di Navarra, conte d'Évreux e duca di Nemours, Carlo III di Navarra detto il Nobile, e di Eleonora Enriquez.
Suo marito, Giacomo, nel 1469, fu accusato di tradimento e collusione con gli Inglesi, rinunciò ai suoi privilegi di Paria di Francia e gli vennero confiscati tutti i suoi beni.
Accusato nuovamente di tradimento del re e dello stato e collusione con gli Inglesi e col duca di Borgogna, Carlo il Temerario, Giacomo, nel 1475 fu assediato nel suo castello di Carlat fu catturato e, avendo, nel 1469, rinunciato al suo diritto di Paria, fu rinchiuso nel Castello di Pierre-Scize, presso Lione, da alcuni anni prigione di Stato.
Luisa morì nel castello di Carlat, in quello stesso anno, 1475, per i disagi e la preoccupazione della situazione creatasi in seguito all'accusa di tradimento.
L'anno seguente suo marito, Giacomo fu trasferito alla Bastiglia e, nel 1477 fu giudicato e condannato a morte dal Parlamento, il 4 agosto, ed infine decapitato, in quello stesso giorno.

## Figli
Luisa a Giacomo diede sei figli:
- Giacomo  (1465 circa-1477), portato a Perpignano, dopo la morte del padre, morì di peste[1];
- Giovanni Duca di Nemours (1467-1500)[1];
- Luigi, Duca di Nemours  (1472-1503)[8]
- Margherita, Duchessa di Nemours († dopo il 1503), sposò, nel 1503, Pietro I di Rohan[9];
- Caterina († 1487), sposò Giovanni II di Borbone nel 1484 e morì di parto[9]
- Carlotta, Duchessa di Nemours († dopo il 1504), sposò Carlo di Rohan[9] (Pierre de Rohan-Gié, figlio di Pietro I.

## Ascendenza
|                                            |                                           |                                            | Genitori                                 |  |  | Nonni |  |  | Bisnonni              |  |  | Trisnonni              |  |
|                                            |                                           |                                            |                                          |  |  |       |  |  | Louis I, duca d'Angiò |  |  | Jean II, re di Francia |  |
|                                            |                                           |                                            |                                          |  |  |       |  |  | Louis I, duca d'Angiò |  |  | Jean II, re di Francia |  |
|                                            |                                           | Bona Lucemburská                           |                                          |  |  |       |  |  | Louis I, duca d'Angiò |  |  |                        |  |
| Louis II, duca d'Angiò                     |                                           |                                            |                                          |  |  |       |  |  | Louis I, duca d'Angiò |  |  |                        |  |
|                                            |                                           | Marie de Blois                             | Charles de Blois                         |  |  |       |  |  |                       |  |  |                        |  |
|                                            |                                           | Marie de Blois                             | Charles de Blois                         |  |  |       |  |  |                       |  |  |                        |  |
|                                            |                                           | Marie de Blois                             | Jeanne, contessa di Penthièvre           |  |  |       |  |  |                       |  |  |                        |  |
| Charles IV, conte del Maine                |                                           | Marie de Blois                             |                                          |  |  |       |  |  |                       |  |  |                        |  |
|                                            |                                           | Joan I, re d'Aragona                       | Pere IV, re d'Aragona                    |  |  |       |  |  |                       |  |  |                        |  |
|                                            |                                           | Joan I, re d'Aragona                       | Pere IV, re d'Aragona                    |  |  |       |  |  |                       |  |  |                        |  |
|                                            |                                           | Joan I, re d'Aragona                       | Eleonora di Sicilia                      |  |  |       |  |  |                       |  |  |                        |  |
| Violant d'Aragó                            |                                           | Joan I, re d'Aragona                       |                                          |  |  |       |  |  |                       |  |  |                        |  |
|                                            |                                           | Yolande de Bar                             | Robert I, duca di Bar                    |  |  |       |  |  |                       |  |  |                        |  |
|                                            |                                           | Yolande de Bar                             | Robert I, duca di Bar                    |  |  |       |  |  |                       |  |  |                        |  |
|                                            |                                           | Yolande de Bar                             | Marie de Valois                          |  |  |       |  |  |                       |  |  |                        |  |
| Louise d'Anjou                             |                                           | Yolande de Bar                             |                                          |  |  |       |  |  |                       |  |  |                        |  |
|                                            | Jean de Luxembourg, signore di Beaurevoir | Guy de Luxembourg, conte di Ligny          |                                          |  |  |       |  |  |                       |  |  |                        |  |
|                                            | Jean de Luxembourg, signore di Beaurevoir | Guy de Luxembourg, conte di Ligny          |                                          |  |  |       |  |  |                       |  |  |                        |  |
|                                            | Jean de Luxembourg, signore di Beaurevoir | Mahaut de Châtillon, contessa di Saint-Pol |                                          |  |  |       |  |  |                       |  |  |                        |  |
| Pierre I de Luxembourg, conte di Saint-Pol | Jean de Luxembourg, signore di Beaurevoir |                                            |                                          |  |  |       |  |  |                       |  |  |                        |  |
|                                            |                                           | Marguerite d'Enghien, contessa di Brienne  | Louis d'Enghien, conte di Brienne        |  |  |       |  |  |                       |  |  |                        |  |
|                                            |                                           | Marguerite d'Enghien, contessa di Brienne  | Louis d'Enghien, conte di Brienne        |  |  |       |  |  |                       |  |  |                        |  |
|                                            |                                           | Marguerite d'Enghien, contessa di Brienne  | Giovanna Sanseverino                     |  |  |       |  |  |                       |  |  |                        |  |
| Isabelle de Luxembourg-Saint-Pol           |                                           | Marguerite d'Enghien, contessa di Brienne  |                                          |  |  |       |  |  |                       |  |  |                        |  |
|                                            |                                           | Francesco I del Balzo, duca d'Andria       | Bertrando III del Balzo, conte di Andria |  |  |       |  |  |                       |  |  |                        |  |
|                                            |                                           | Francesco I del Balzo, duca d'Andria       | Bertrando III del Balzo, conte di Andria |  |  |       |  |  |                       |  |  |                        |  |
|                                            |                                           | Francesco I del Balzo, duca d'Andria       | Marguerite d'Aulnay                      |  |  |       |  |  |                       |  |  |                        |  |
| Margherita del Balzo                       |                                           | Francesco I del Balzo, duca d'Andria       |                                          |  |  |       |  |  |                       |  |  |                        |  |
|                                            |                                           | Sveva Orsini                               | Nicola Orsini                            |  |  |       |  |  |                       |  |  |                        |  |
|                                            |                                           | Sveva Orsini                               | Nicola Orsini                            |  |  |       |  |  |                       |  |  |                        |  |
|                                            |                                           | Sveva Orsini                               | Jeanne de Sabran                         |  |  |       |  |  |                       |  |  |                        |  |
|                                            |                                           | Sveva Orsini                               |                                          |  |  |       |  |  |                       |  |  |                        |  |

### Fonti primarie
- (FR)  Histoire généalogique et chronologique de la maison royale de France, tomus I.
- (FR)  Histoire généalogique et chronologique de la maison royale de France, tomus III.